# Rumex hydrolapathum
Rumex hydrolapathum là một loài thực vật có hoa trong họ Rau răm. Loài này được Huds. miêu tả khoa học đầu tiên năm 1778.